# Бучеш-Вулкан
Бучеш-Вулкан (рум. Buceș-Vulcan) — село у повіті Хунедоара в Румунії. Входить до складу комуни Бучеш.
Село розташоване на відстані 315 км на північний захід від Бухареста, 38 км на північ від Деви, 78 км на південний захід від Клуж-Напоки, 143 км на схід від Тімішоари.

## Населення
За даними перепису населення 2002 року у селі проживала 301 особа, усі — румуни. Усі жителі села рідною мовою назвали румунську.